# Bram Appel
Pour les articles homonymes, voir Appel.
Abraham Bram Leonardus Appel est un footballeur néerlandais né le 30 octobre 1921 à Rotterdam (Pays-Bas).
Il fait l'essentiel de sa carrière comme attaquant au Stade de Reims où il remporte la Coupe de France en 1950 et le Championnat de France en 1953.
Il est international néerlandais 12 fois de 1948 à 1957. Il marque 10 buts pour les Oranje
Il meurt le 31 octobre 1997 à Geleen (Pays-Bas).

## Palmarès
- International néerlandais (12 sélections pour dix buts entre juillet 1948 et avril 1957)
- Vainqueur de la Coupe de France 1950
- Champion de France 1953
- Vainqueur de la Coupe Latine 1953
- 154 matches (et 96 buts) en Championnat de France Division I (avec le Stade de Reims)